# Alonso Portocarreiro

Brasão de Armas da Casa de Portocarrero

Alonso Portocarreiro foi além de XI Senhor de Moguer o III Marquês de Villanueva del Fresno. Esteve à frente dos domínios da Casa de Portocarreiro entre os anos de 1557 e 1560.

## Relações familiares
Foi filho de João Portocorreiro e de Maria Osório. Casou por duas vezes, a primeira com Maria Manuel Portocarreiro e a segunda com Maria de Morales. Do primeiro casamento teve João Portocarrero XII Senhor de Moguer que foi o herdeiro da Casa após a sua morte. 
Com Maria de Morales teve Alonso Portocarreiro, que foi o I Senhor do Morgadio Écija. Seu neto, de nome Francisco Portocarreiro viria a herdar a Casa após a morte do seu sobrinho João Gaspar Domingo Portocarreiro de Moscoso que foi o XV Senhor de Moguer.